# 豊原北島神社
豊原北島神社（とよはらきたじまじんじゃ）は、岡山県瀬戸内市邑久町北島にある神社。応神天皇、神功皇后、比咩大神を祀る。旧社格は郷社。

## 沿革
舒明天皇6年（634年）より、この地に鎮座し比咩大神を祀ったのが起源と言われる。神社草創の時代は、山上にあった大岩に藁を敷き神座として磐座信仰を行っていたと当神社の古記録に見られる。神社のある山は古い時代には日待山（ひまちやま）と称し、太陽神として日の出を遙拝していたようである。
源平合戦の後、佐々木盛綱が藤戸の戦いでの先陣の功を感謝し、色々威大鎧（いろいろおどしおおよろい）をと、杏葉文轡（ぎょうようもんくつわ）を奉納したとされる。明治4年（1871年）に郷社に列した。
色々威大鎧は国の重要文化財、杏葉文轡は岡山県指定重要文化財に指定されている。
本殿は大正8年（1919年）に再建され、拝殿・幣殿・釣殿は昭和14年（1939年）に改築された。しかし、平成14年（2002年）に本殿以外を失火により焼亡した。拝殿・幣殿・釣殿が平成18年（2006年）に再建された。
当社は、餘慶寺の東に隣接し神仏習合の形態を今に留めている。

## 文化財
重要文化財（国指定）
- 色々威甲冑：平安時代末期、源平合戦で活躍した佐々木盛綱が奉納したと伝えられている。しかし、甲冑の形態から南北朝時代の製作と推測されている。江戸時代に岡山藩が修復を行っている。明治34年（1901年）8月2日指定。

岡山県指定重要文化財
- 杏葉形轡 一具：色々威甲冑と共に佐々木盛綱が奉納したと伝えられている。銅製鋳造で製作年代は鎌倉時代と推測される。平成12年（2000年）3月28日指定。
- 桃形轡 一具：岡山藩主池田綱政が奉納した。鉄製鍛造で江戸時代の製作と思われる。平成12年（2000年）3月28日指定。

## 参考資料
- 『豊原北島神社のしおり』 当神社配付資料
- 岡山県高等学校教育研究会社会科部会歴史分科会/編 『新版 岡山県の歴史散歩』 山川出版社 1991年 32-33ページ